# Manchester United F.C. mùa bóng 1968–69
Mùa giải 1968-69 là mùa giải lần thứ 66 của Manchester United ở The Football League và mùa giải thứ 24 liên tiếp của đội bóng ở Giải hạng nhất Anh. Sau khi kết thúc mùa giải vào ngày 4 tháng 6 năm 1969, Huấn luyện viên Matt Busby của United bắt đầu tính chuyện nghỉ hưu sau 24 năm làm quản lý; ông đã công bố ý định nghỉ hưu vào ngày 14 tháng Giêng. Ông đã được thay thế bởi cầu thủ kiêm Huấn luyện viên Wilf McGuinness, người chỉ quản lý đội bóng một năm rưỡi trước khi Matt Busby trở lại dẫn dắt United thêm sáu tháng.
George Best là tay săn bàn hàng đầu của United ở Giải hạng nhất Anh với 19 bàn thắng, mặc dù Denis Law ghi được 14 bàn thắng tại Giải hạng nhất Anh, ghi thêm 16 bàn thắng nữa ở các giải khác. Như vậy, tiền đạo Denis Law ghi tổng cộng 30 bàn thắng trên mọi cuộc thi để trở thành tay săn bàn nhiều nhất của Câu lạc bộ ở mùa giải này.

## Hạng nhất Anh
| Thời gian            | Đối thủ                 | H/A | Tỷ số Bt-Bb | Cầu thủ ghi bàn                           | Số lượng khán giả |
| -------------------- | ----------------------- | --- | ----------- | ----------------------------------------- | ----------------- |
| 10 tháng 8 năm 1968  | Everton                 | H   | 2 – 1       | Best, Charlton                            | 61,311            |
| 14 tháng 8 năm 1968  | West Bromwich Albion    | A   | 1 – 3       | Charlton                                  | 38,299            |
| 17 tháng 8 năm 1968  | Manchester City         | A   | 0 – 0       |                                           | 63,052            |
| 21 tháng 8 năm 1968  | Coventry City           | H   | 1 – 0       | Ryan                                      | 51,201            |
| 24 tháng 8 năm 1968  | Chelsea                 | H   | 0 – 4       |                                           | 55,114            |
| 28 tháng 8 năm 1968  | Tottenham Hotspur       | H   | 3 – 1       | Fitzpatrick (2), Beal (o.g.)              | 57,380            |
| 31 tháng 8 năm 1968  | Sheffield Wednesday     | A   | 4 – 5       | Law (2), Best, Charlton                   | 50,490            |
| 7 tháng 9 năm 1968   | West Ham United         | H   | 1 – 1       | Law                                       | 63,274            |
| 14 tháng 9 năm 1968  | Burnley                 | A   | 0 – 1       |                                           | 32,935            |
| 21 tháng 9 năm 1968  | Newcastle United        | H   | 3 – 1       | Best (2), Law                             | 47,262            |
| 5 tháng 10 năm 1968  | Arsenal                 | H   | 0 – 0       |                                           | 61,843            |
| 9 tháng 10 năm 1968  | Tottenham Hotspur       | A   | 2 – 2       | Crerand, Law                              | 56,205            |
| 12 tháng 10 năm 1968 | Liverpool               | A   | 0 – 2       |                                           | 53,392            |
| 19 tháng 10 năm 1968 | Southampton             | H   | 1 – 2       | Best                                      | 46,526            |
| 26 tháng 10 năm 1968 | Queens Park Rangers     | A   | 3 – 2       | Best (2), Law                             | 31,138            |
| 2 tháng 11 năm 1968  | Leeds United            | H   | 0 – 0       |                                           | 53,839            |
| 9 tháng 11 năm 1968  | Sunderland              | A   | 1 – 1       | Hurley (o.g.)                             | 33,151            |
| 16 tháng 11 năm 1968 | Ipswich Town            | H   | 0 – 0       |                                           | 45,796            |
| 23 tháng 11 năm 1968 | Stoke City              | A   | 0 – 0       |                                           | 30,562            |
| 30 tháng 11 năm 1968 | Wolverhampton Wanderers | H   | 2 – 0       | Best, Law                                 | 50,165            |
| 7 tháng 12 năm 1968  | Leicester City          | A   | 1 – 2       | Law                                       | 36,303            |
| 14 tháng 12 năm 1968 | Liverpool               | H   | 1 – 0       | Law                                       | 55,354            |
| 21 tháng 12 năm 1968 | Southampton             | A   | 0 – 2       |                                           | 26,194            |
| 26 tháng 12 năm 1968 | Arsenal                 | A   | 0 – 3       |                                           | 62,300            |
| 11 tháng 1 năm 1969  | Leeds United            | A   | 1 – 2       | Charlton                                  | 48,145            |
| 18 tháng 1 năm 1969  | Sunderland              | H   | 4 – 1       | Law (3), Best                             | 45,670            |
| 1 tháng 2 năm 1969   | Ipswich Town            | A   | 0 – 1       |                                           | 30,837            |
| 15 tháng 2 năm 1969  | Wolverhampton Wanderers | A   | 2 – 2       | Best, Charlton                            | 44,023            |
| 8 tháng 3 năm 1969   | Manchester City         | H   | 0 – 1       |                                           | 63,264            |
| 10 tháng 3 năm 1969  | Everton                 | A   | 0 – 0       |                                           | 57,514            |
| 15 tháng 3 năm 1969  | Chelsea                 | A   | 2 – 3       | James, Law                                | 60,436            |
| 19 tháng 3 năm 1969  | Queens Park Rangers     | H   | 8 – 1       | Morgan (3), Best (2), Aston, Kidd, Stiles | 36,638            |
| 22 tháng 3 năm 1969  | Sheffield Wednesday     | H   | 1 – 0       | Best                                      | 45,527            |
| 24 tháng 3 năm 1969  | Stoke City              | H   | 1 – 1       | Aston                                     | 39,931            |
| 29 tháng 3 năm 1969  | West Ham United         | A   | 0 – 0       |                                           | 41,546            |
| 31 tháng 3 năm 1969  | Nottingham Forest       | A   | 1 – 0       | Best                                      | 41,892            |
| 2 tháng 4 năm 1969   | West Bromwich Albion    | H   | 2 – 1       | Best (2)                                  | 38,846            |
| 5 tháng 4 năm 1969   | Nottingham Forest       | H   | 3 – 1       | Morgan (2), Best                          | 51,952            |
| 8 tháng 4 năm 1969   | Coventry City           | A   | 1 – 2       | Fitzpatrick                               | 45,402            |
| 12 tháng 4 năm 1969  | Newcastle United        | A   | 0 – 2       |                                           | 46,379            |
| 19 tháng 4 năm 1969  | Burnley                 | A   | 2 – 0       | Best, Waldron (o.g.)                      | 52,626            |
| 17 tháng 5 năm 1969  | Leicester City          | H   | 3 – 2       | Best, Law, Morgan                         | 45,860            |

| #  | Câu lạc bộ           | Tr | T  | H  | B  | Bt | Bb | Hs | Điểm |
| -- | -------------------- | -- | -- | -- | -- | -- | -- | -- | ---- |
| 10 | West Bromwich Albion | 42 | 16 | 11 | 15 | 64 | 67 | -3 | 43   |
| 11 | Manchester United    | 42 | 15 | 12 | 15 | 57 | 53 | +4 | 42   |
| 12 | Ipswich Town         | 42 | 15 | 11 | 16 | 59 | 60 | -1 | 41   |

## FA Cup
| Thời gian           | Vòng đấu       | Đối thủ         | H/N/A | Tỷ số Bt-Bb | Cầu thủ ghi bàn                  | Số lượng khán giả |
| ------------------- | -------------- | --------------- | ----- | ----------- | -------------------------------- | ----------------- |
| 4 tháng 1 năm 1969  | Vòng 3         | Exeter City     | A     | 3 – 1       | Fitzpatrick, Kidd, Newman (o.g.) | 18,500            |
| 25 tháng 1 năm 1969 | Vòng 4         | Watford         | H     | 1 – 1       | Law                              | 63,498            |
| 3 tháng 2 năm 1969  | Vòng 4 Đấu lại | Watford         | A     | 2 – 0       | Law (2)                          | 34,000            |
| 8 tháng 2 năm 1969  | Vòng 5         | Birmingham City | A     | 2 – 2       | Best, Law                        | 52,500            |
| 24 tháng 2 năm 1969 | Vòng 5 Đấu lại | Birmingham City | H     | 6 – 2       | Law (3), Crerand, Kidd, Morgan   | 61,932            |
| 1 tháng 3 năm 1969  | Vòng 6         | Everton         | H     | 0 – 1       |                                  | 63,464            |

## European Cup
| Thời gian            | Vòng đấu        | Đối thủ          | H/N/A | Tỷ số Bt-Bb | Cầu thủ ghi bàn                  | Số lượng khán giả |
| -------------------- | --------------- | ---------------- | ----- | ----------- | -------------------------------- | ----------------- |
| 18 tháng 9 năm 1968  | Vòng 1 Lượt đi  | Waterford United | A     | 3 – 1       | Law (3)                          | 48,000            |
| 2 tháng 10 năm 1968  | Vòng 1 Lượt về  | Waterford United | H     | 7 – 1       | Law (4), Burns, Charlton, Stiles | 41,750            |
| 13 tháng 11 năm 1968 | Vòng 2 Lượt đi  | Anderlecht       | H     | 3 – 0       | Law (2), Kidd                    | 51,000            |
| 27 tháng 11 năm 1968 | Vòng 2 Lượt về  | Anderlecht       | A     | 1 – 3       | Sartori                          | 40,000            |
| 26 tháng 2 năm 1969  | Tứ kết Lượt đi  | Rapid Wien       | H     | 3 – 0       | Best (2), Morgan                 | 61,932            |
| 5 tháng 3 năm 1969   | Tứ kết Lượt về  | Rapid Wien       | A     | 0 – 0       |                                  | 52,000            |
| 23 tháng 4 năm 1969  | Bán kết Lượt đi | Milan            | A     | 0 – 2       |                                  | 80,000            |
| 15 tháng 5 năm 1969  | Bán kết Lượt về | Milan            | H     | 1 – 0       | Charlton                         | 63,103            |

## Intercontinental Cup
| Thời gian            | Đối thủ                 | H/N/A | Tỷ số Bt-Bb | Cầu thủ ghi bàn | Số lượng khán giả |
| -------------------- | ----------------------- | ----- | ----------- | --------------- | ----------------- |
| 25 tháng 9 năm 1968  | Estudiantes de La Plata | A     | 0 – 1       |                 | 55,000            |
| 16 tháng 10 năm 1968 | Estudiantes de La Plata | H     | 1 – 1       | Morgan          | 63,500            |

## Thống kê mùa giải
| Vị trí | Tên cầu thủ      | League  | League       | FA Cup  | FA Cup       | European Cup | European Cup | Giải khác | Giải khác    | Tổng cộng | Tổng cộng    |
| Vị trí | Tên cầu thủ      | Số trận | Số bàn thắng | Số trận | Số bàn thắng | Số trận      | Số bàn thắng | Số trận   | Số bàn thắng | Số trận   | Số bàn thắng |
| ------ | ---------------- | ------- | ------------ | ------- | ------------ | ------------ | ------------ | --------- | ------------ | --------- | ------------ |
| GK     | Jimmy Rimmer     | 4       | 0            | 1       | 0            | 2(1)         | 0            | 0         | 0            | 7(1)      | 0            |
| GK     | Alex Stepney     | 38      | 0            | 5       | 0            | 6            | 0            | 2         | 0            | 51        | 0            |
| FB     | Shay Brennan     | 13      | 0            | 0       | 0            | 3            | 0            | 1         | 0            | 17        | 0            |
| FB     | Francis Burns    | 14(2)   | 0            | 1       | 0            | 3(1)         | 1            | 1         | 0            | 19(3)     | 1            |
| FB     | Tony Dunne       | 33      | 0            | 6       | 0            | 6            | 0            | 2         | 0            | 47        | 0            |
| FB     | Frank Kopel      | 7(1)    | 0            | 1       | 0            | 1            | 0            | 0         | 0            | 9(1)      | 0            |
| HB     | Pat Crerand      | 35      | 1            | 4       | 1            | 8            | 0            | 2         | 0            | 49        | 2            |
| HB     | John Fitzpatrick | 28(2)   | 3            | 6       | 1            | 4            | 0            | 1         | 0            | 39(2)     | 4            |
| HB     | Bill Foulkes     | 10(3)   | 0            | 0       | 0            | 5            | 0            | 2         | 0            | 17(3)     | 0            |
| HB     | Steve James      | 21      | 1            | 6       | 0            | 2            | 0            | 0         | 0            | 29        | 1            |
| HB     | Nobby Stiles     | 41      | 1            | 6       | 0            | 8            | 1            | 1         | 0            | 56        | 2            |
| FW     | John Aston       | 13      | 2            | 0       | 0            | 0            | 0            | 0         | 0            | 13        | 2            |
| FW     | George Best      | 41      | 19           | 6       | 1            | 6            | 2            | 2         | 0            | 55        | 22           |
| FW     | Bobby Charlton   | 32      | 5            | 6       | 0            | 8            | 2            | 2         | 0            | 48        | 7            |
| FW     | Alan Gowling     | 2       | 0            | 0       | 0            | 0            | 0            | 0         | 0            | 2         | 0            |
| FW     | Brian Kidd       | 28(1)   | 1            | 5       | 2            | 7            | 1            | 1         | 0            | 41(1)     | 4            |
| FW     | Denis Law        | 30      | 14           | 6       | 7            | 7            | 9            | 2         | 0            | 45        | 30           |
| FW     | Willie Morgan    | 29      | 6            | 5       | 1            | 4            | 1            | 2         | 1            | 40        | 9            |
| FW     | Jimmy Ryan       | 6       | 1            | 0       | 0            | 1            | 0            | 0         | 0            | 7         | 1            |
| FW     | David Sadler     | 26(3)   | 0            | 0(1)    | 0            | 5            | 0            | 2         | 0            | 33(4)     | 0            |
| FW     | Carlo Sartori    | 11(2)   | 0            | 2       | 0            | 2            | 1            | 0         | 0            | 15(2)     | 1            |